# Rødtræ-slægten
Rødtræ-slægten (Sequoia) er en planteslægt med kun én art. Slægten står nær til Mammuttræ-slægten og sås også på samme måde. I ældre litteratur ses Mammuttræ henregnet til Rødtræ-slægten under navne som Sequoia giganteum eller Sequoia wellingtonia.
| Arter |

- Rødtræ (Sequoia sempervirens)